# Formuła 1 Sezon 1950
Sezon 1950 Formuły 1 – pierwszy sezon Mistrzostw Świata Formuły 1.

## Lista startowa
| Zespół                         | Konstruktor   | Podwozie       | Silnik                                               | Opony | Kierowcy wyścigowi      | Rundy       |
| ------------------------------ | ------------- | -------------- | ---------------------------------------------------- | ----- | ----------------------- | ----------- |
| SA Alfa Romeo                  | Alfa Romeo    | 158/50         | Alfa Romeo 158 1.5 L8s                               | P     | Juan Manuel Fangio      | 1-2, 4-7    |
| SA Alfa Romeo                  | Alfa Romeo    | 158/50         | Alfa Romeo 158 1.5 L8s                               | P     | Giuseppe Farina         | 1-2, 4-7    |
| SA Alfa Romeo                  | Alfa Romeo    | 158/50         | Alfa Romeo 158 1.5 L8s                               | P     | Luigi Fagioli           | 1-2, 4-7    |
| SA Alfa Romeo                  | Alfa Romeo    | 158/50         | Alfa Romeo 158 1.5 L8s                               | P     | Reg Parnell             | 1           |
| SA Alfa Romeo                  | Alfa Romeo    | 158/50         | Alfa Romeo 158 1.5 L8s                               | P     | Consalvo Sanesi         | 7           |
| SA Alfa Romeo                  | Alfa Romeo    | 158/50         | Alfa Romeo 158 1.5 L8s                               | P     | Piero Taruffi           | 7           |
| Scuderia Ambrosiana            | Maserati      | 4CLT/48        | Maserati 4CLT 1.5 L4s                                | D     | David Murray            | 1, 7        |
| Scuderia Ambrosiana            | Maserati      | 4CLT/48        | Maserati 4CLT 1.5 L4s                                | D     | David Hampshire         | 1, 6        |
| Scuderia Ambrosiana            | Maserati      | 4CLT/48        | Maserati 4CLT 1.5 L4s                                | D     | Reg Parnell             | 6           |
| ERA Ltd                        | ERA           | E              | ERA 1.5 L6s                                          | D     | Leslie Johnson          | 1           |
| Peter Walker (prywatnie)       | ERA           | E              | ERA 1.5 L6s                                          | D     | Peter Walker            | 1           |
| Tony Rolt (prywatnie)          | ERA           | E              | ERA 1.5 L6s                                          | D     | Tony Rolt               | 1           |
| Joe Fry (prywatnie)            | Maserati      | 4CL            | Maserati 4CLT 1.5 L4s                                | D     | Joe Fry                 | 1           |
| Brian Shawe-Taylor (prywatnie) | Maserati      | 4CL            | Maserati 4CLT 1.5 L4s                                | D     | Brian Shawe-Taylor      | 1           |
| Cuth Harrison (prywatnie)      | ERA           | C              | ERA 1.5 L6s                                          | D     | Cuth Harrison           | 1-2, 7      |
| Bob Gerard (prywatnie)         | ERA           | B A            | ERA 1.5 L6s                                          | D     | Bob Gerard              | 1-2         |
| Automobiles Talbot-Darracq SA  | Talbot-Lago   | T26C           | Talbot 23CV 4.5 L6                                   | D     | Yves Giraud-Cabantous   | 1, 4-6      |
| Automobiles Talbot-Darracq SA  | Talbot-Lago   | T26C           | Talbot 23CV 4.5 L6                                   | D     | Eugène Martin           | 1, 4        |
| Automobiles Talbot-Darracq SA  | Talbot-Lago   | T26C           | Talbot 23CV 4.5 L6                                   | D     | Louis Rosier            | 4-6         |
| Automobiles Talbot-Darracq SA  | Talbot-Lago   | T26C           | Talbot 23CV 4.5 L6                                   | D     | Philippe Étancelin      | 5           |
| Automobiles Talbot-Darracq SA  | Talbot-Lago   | T26C           | Talbot 23CV 4.5 L6                                   | D     | Raymond Sommer          | 6           |
| Ecurie Rosier                  | Talbot-Lago   | T26C           | Talbot 23CV 4.5 L6                                   | D     | Louis Rosier            | 1-2, 7      |
| Ecurie Rosier                  | Talbot-Lago   | T26C           | Talbot 23CV 4.5 L6                                   | D     | Henri Louveau           | 7           |
| Philippe Étancelin (prywatnie) | Talbot-Lago   | T26C           | Talbot 23CV 4.5 L6                                   | D     | Philippe Étancelin      | 1-2, 4, 6-7 |
| Philippe Étancelin (prywatnie) | Talbot-Lago   | T26C           | Talbot 23CV 4.5 L6                                   | D     | Eugène Chaboud          | 6           |
| Ecurie Belge                   | Talbot-Lago   | T26C           | Talbot 23CV 4.5 L6                                   | D     | Johnny Claes            | 1-2, 4-7    |
| Officine Alfieri Maserati      | Maserati      | 4CLT/48        | Maserati 4CLT 1.5 L4s                                | P     | Louis Chiron            | 1-2, 4, 6-7 |
| Officine Alfieri Maserati      | Maserati      | 4CLT/48        | Maserati 4CLT 1.5 L4s                                | P     | Franco Rol              | 2, 6-7      |
| Scuderia Enrico Platé          | Maserati      | 4CLT/48        | Maserati 4CLT 1.5 L4s                                | P     | Emmanuel de Graffenried | 1-2, 4, 7   |
| Scuderia Enrico Platé          | Maserati      | 4CLT/48        | Maserati 4CLT 1.5 L4s                                | P     | Prince Bira             | 1-2, 4, 7   |
| Scuderia Milano                | Maserati      | 4CLT/50 Milano | Maserati 4CLT 1.5 L4s                                | P     | Felice Bonetto          | 1, 4, 6-7   |
| Scuderia Milano                | Maserati      | 4CLT/50 Milano | Maserati 4CLT 1.5 L4s                                | P     | Franco Comotti          | 7           |
| Joe Kelly (prywatnie)          | Alta          | GP             | Alta 1.5 L4s                                         | D     | Joe Kelly               | 1           |
| Geoffrey Crossley (prywatnie)  | Alta          | GP             | Alta 1.5 L4s                                         | D     | Geoffrey Crossley       | 1, 5        |
| Raymond Mays (prywatnie)       | ERA           | D              | ERA 1.5 L6s                                          | D     | Raymond Mays            | 1           |
| Scuderia Achille Varzi         | Maserati      | 4CLT/48        | Maserati 4CLT 1.5 L4s                                | P     | José Froilán González   | 2, 6        |
| Scuderia Achille Varzi         | Maserati      | 4CLT/48        | Maserati 4CLT 1.5 L4s                                | P     | Nello Pagani            | 4           |
| Horschell Racing Corporation   | Cooper        | T12            | JAP 1.1 V2                                           | D     | Harry Schell            | 2           |
| Equipe Gordini                 | Simca-Gordini | 15             | Gordini 15C 1.5 L4s                                  | E     | Robert Manzon           | 2, 6-7      |
| Equipe Gordini                 | Simca-Gordini | 15             | Gordini 15C 1.5 L4s                                  | E     | Maurice Trintignant     | 2, 7        |
| Pierre Levegh (prywatnie)      | Talbot-Lago   | T26C           | Talbot 23CV 4.5 L6                                   | D     | Pierre Levegh           | 2, 5-7      |
| Peter Whitehead (prywatnie)    | Ferrari       | 125            | Ferrari 125 1.5 V12s                                 | D     | Peter Whitehead         | 2, 6-7      |
| Scuderia Ferrari               | Ferrari       | 125 275 375    | Ferrari 125 1.5 V12s Ferrari 3.3 V12 Ferrari 4.5 V12 | P     | Luigi Villoresi         | 2, 4-6      |
| Scuderia Ferrari               | Ferrari       | 125 275 375    | Ferrari 125 1.5 V12s Ferrari 3.3 V12 Ferrari 4.5 V12 | P     | Alberto Ascari          | 2, 4-7      |
| Scuderia Ferrari               | Ferrari       | 125 275 375    | Ferrari 125 1.5 V12s Ferrari 3.3 V12 Ferrari 4.5 V12 | P     | Raymond Sommer          | 2, 4        |
| Scuderia Ferrari               | Ferrari       | 125 275 375    | Ferrari 125 1.5 V12s Ferrari 3.3 V12 Ferrari 4.5 V12 | P     | Dorino Serafini         | 7           |
| Écurie Espadon                 | SVA           | ?              | FIAT L4s                                             | P     | Rudolf Fischer          | 4           |

## Eliminacje
| Runda | Nazwa                        | Tor                          | Data       | Pole position      | Najszybsze okr.    | Zwycięzca          | Stajnia                  | Opony | Wyniki |
| ----- | ---------------------------- | ---------------------------- | ---------- | ------------------ | ------------------ | ------------------ | ------------------------ | ----- | ------ |
| 1     | Grand Prix Wielkiej Brytanii | Silverstone Circuit          | 13 maja    | Giuseppe Farina    | Giuseppe Farina    | Giuseppe Farina    | Alfa Romeo               | P     | wyniki |
| 2     | Grand Prix Monako            | Circuit de Monaco            | 21 maja    | Juan Manuel Fangio | Juan Manuel Fangio | Juan Manuel Fangio | Alfa Romeo               | P     | wyniki |
| 3     | Indianapolis 500             | Indianapolis Motor Speedway  | 30 maja    | Walt Faulkner      | Johnnie Parsons    | Johnnie Parsons    | Kurtis Kraft-Offenhauser | F     | wyniki |
| 4     | Grand Prix Szwajcarii        | Circuit Bremgarten           | 4 czerwca  | Juan Manuel Fangio | Giuseppe Farina    | Giuseppe Farina    | Alfa Romeo               | P     | wyniki |
| 5     | Grand Prix Belgii            | Circuit de Spa-Francorchamps | 18 czerwca | Giuseppe Farina    | Giuseppe Farina    | Juan Manuel Fangio | Alfa Romeo               | P     | wyniki |
| 6     | Grand Prix Francji           | Reims-Gueux                  | 2 lipca    | Juan Manuel Fangio | Juan Manuel Fangio | Juan Manuel Fangio | Alfa Romeo               | P     | wyniki |
| 7     | Grand Prix Włoch             | Autodromo Nazionale di Monza | 3 września | Juan Manuel Fangio | Juan Manuel Fangio | Giuseppe Farina    | Alfa Romeo               | P     | wyniki |

## Wyniki

### Klasyfikacja kierowców
| Legenda oznaczeń w tabelach wyników Wyświetl szablon na nowej stronie | Legenda oznaczeń w tabelach wyników Wyświetl szablon na nowej stronie                                                                     |
| Oznaczenie                                                            | Wyjaśnienie |
| --------------------------------------------------------------------- | --- |
| Złoty                                                                 | Zwycięzca lub mistrzostwo |
| Srebrny                                                               | 2. miejsce lub wicemistrzostwo |
| Brązowy                                                               | 3. miejsce lub II wicemistrzostwo |
| Zielony                                                               | Ukończył, punktował (w klasyfikacji generalnej, gdy zdobył co najmniej jeden punkt na przestrzeni sezonu, poza trzema powyższymi opcjami) |
| Niebieski                                                             | Ukończył, nie punktował (w klasyfikacji generalnej, gdy nie zdobył co najmniej jednego punktu na przestrzeni sezonu)                      |
| Czerwony                                                              | Nie zakwalifikował się (NZ) |
| Czerwony                                                              | Nie prekwalifikował się (NPK) |
| Różowy                                                                | Nie ukończył (NU) |
| Różowy                                                                | Niesklasyfikowany (NS) (w klasyfikacji generalnej, gdy nie został sklasyfikowany w żadnym wyścigu sezonu)                                 |
| Czarny                                                                | Zdyskwalifikowany (DK) |
| Czarny                                                                | Wykluczony (WYK/EX) |
| Biały                                                                 | Nie wystartował (NW) |
| Biały                                                                 | Kontuzjowany (K/INJ) |
| Biały                                                                 | Wyścig odwołany (OD/C) |
| Bez koloru                                                            | Został wycofany (WYC/WD) |
| Bez koloru                                                            | Nie przybył (NP/DNA) |
| Bez koloru                                                            | Nie brał udziału w treningach (NT/DNP) |
| Bez koloru                                                            | Nie został zgłoszony (–) |
| Pogrubienie                                                           | Start z pole position |
| Kursywa                                                               | Najszybsze okrążenie wyścigu |
| †                                                                     | Nie ukończył, ale jego rezultat został zaliczony ze względu na przejechanie więcej niż 90% dystansu wyścigu.                              |
| *                                                                     | Sezon w trakcie |
| 1/2/3                                                                 | Punktowana pozycja w sprincie kwalifikacyjnym                                                                                             |
| Lista systemów punktacji Formuły 1                                    | |

Punktacja:

Wyścig: 8-6-4-3-2 (pięć pierwszych pozycji)

Najszybsze okrążenie: 1 punkt

Punkty w nawiasie to wszystkie zdobyte punkty przez kierowcę, natomiast wynik w nawiasie oznacza że nie zalicza się on do klasyfikacji, gdyż do klasyfikacji liczono tylko cztery najlepsze wyniki.

Źródło:
| Poz. | Kierowca                | GBR | MCO | USA | SUI | BEL | FRA | ITA | Pkt.    |
| ---- | ----------------------- | --- | --- | --- | --- | --- | --- | --- | ------- |
| 1    | Giuseppe Farina         | 1   | NU  | –   | 1   | 4   | 7†  | 1   | 30      |
| 2    | Juan Manuel Fangio      | NU  | 1   | –   | NU  | 1   | 1   | NU‡ | 27      |
| 3    | Luigi Fagioli           | 2   | NU  | –   | 2   | 2   | 2   | (3) | 24 (28) |
| 4    | Louis Rosier            | 5   | NU  | –   | 3   | 3   | 6‡  | 4   | 13      |
| 5    | Alberto Ascari          | –   | 2   | –   | NU  | 5   | WD  | 2‡  | 11      |
| 6    | Johnnie Parsons         | –   | –   | 1   | –   | –   | –   | –   | 9       |
| 7    | Bill Holland            | –   | –   | 2   | –   | –   | –   | –   | 6       |
| 8    | Prince Bira             | NU  | 5   | –   | 4   | –   | –   | NU  | 5       |
| 9    | Peter Whitehead         | –   | NW  | –   | WD  | –   | 3   | 7   | 4       |
| =    | Louis Chiron            | NU  | 3   | –   | 9   | –   | NU  | NU  | 4       |
| =    | Reg Parnell             | 3   | –   | –   | NP  | –   | NU  | NP  | 4       |
| =    | Mauri Rose              | –   | –   | 3   | –   | –   | –   | –   | 4       |
| 13   | Dorino Serafini         | –   | –   | –   | –   | –   | –   | 2‡  | 3       |
| =    | Yves Giraud-Cabantous   | 4   | NP  | –   | NU  | NU  | 8   | –   | 3       |
| =    | Raymond Sommer          | –   | 4   | –   | NU  | NU  | NU  | NU  | 3       |
| =    | Robert Manzon           | –   | NU  | –   | –   | –   | 4   | NU  | 3       |
| =    | Cecil Green             | –   | –   | 4   | –   | –   | –   | –   | 3       |
| =    | Philippe Étancelin      | 8   | NU  | –   | NU  | NU  | 5‡  | 5   | 3       |
| 19   | Felice Bonetto          | NP  | –   | –   | 5   | –   | NU  | NW  | 2       |
| 20   | Eugène Chaboud          | –   | –   | –   | –   | NU  | 5‡  | –   | 1       |
| =    | Tony Bettenhausen       | –   | –   | 5‡  | –   | –   | –   | –   | 1       |
| =    | Joie Chitwood           | –   | –   | 5‡  | –   | –   | –   | –   | 1       |
| –    | Emmanuel de Graffenried | NU  | NU  | –   | 6   | –   | –   | 6   | 0       |
| –    | Bob Gerard              | 6   | 6   | –   | –   | –   | –   | –   | 0       |
| –    | Luigi Villoresi         | –   | NU  | –   | NU  | 6   | WD  | –   | 0       |
| –    | Lee Wallard             | –   | –   | 6   | –   | –   | –   | –   | 0       |
| –    | Charles Pozzi           | –   | NP  | –   | –   | –   | 6‡  | –   | 0       |
| –    | Johnny Claes            | 11  | 7   | –   | 10  | 8   | NU  | NU  | 0       |
| –    | Cuth Harrison           | 7   | NU  | –   | –   | –   | –   | NU  | 0       |
| –    | Pierre Levegh           | –   | NP  | –   | –   | 7   | NU  | NU  | 0       |
| –    | Walt Faulkner           | –   | –   | 7   | –   | –   | –   | –   | 0       |
| –    | Nello Pagani            | –   | –   | –   | 7   | –   | –   | –   | 0       |
| –    | Harry Schell            | –   | NU  | –   | 8   | –   | –   | –   | 0       |
| –    | George Connor           | –   | –   | 8   | –   | –   | –   | –   | 0       |
| –    | David Hampshire         | 9   | –   | –   | –   | –   | NU  | –   | 0       |
| –    | Geoffrey Crossley       | NU  | –   | –   | –   | 9   | –   | –   | 0       |
| –    | Paul Russo              | –   | –   | 9   | –   | –   | –   | –   | 0       |
| –    | Toni Branca             | –   | –   | –   | 11  | 10  | –   | –   | 0       |
| –    | Pat Flaherty            | –   | –   | 10  | –   | –   | –   | –   | 0       |
| –    | Joe Fry                 | 10‡ | –   | –   | –   | –   | –   | –   | 0       |
| –    | Brian Shawe-Taylor      | 10‡ | –   | –   | –   | –   | –   | –   | 0       |
| –    | Myron Fohr              | –   | –   | 11  | –   | –   | –   | –   | 0       |
| –    | Duane Carter            | –   | –   | 12  | –   | –   | –   | –   | 0       |
| –    | Mack Hellings           | –   | –   | 13  | –   | –   | –   | –   | 0       |
| –    | Jack McGrath            | –   | –   | 14† | –   | –   | –   | –   | 0       |
| –    | Troy Ruttman            | –   | –   | 15  | –   | –   | –   | –   | 0       |
| –    | Gene Hartley            | –   | –   | 16  | –   | –   | –   | –   | 0       |
| –    | Jimmy Davies            | –   | –   | 17  | –   | –   | –   | –   | 0       |
| –    | Johnny McDowell         | –   | –   | 18  | –   | –   | –   | –   | 0       |
| –    | Walt Brown              | –   | –   | 19  | –   | –   | –   | –   | 0       |
| –    | Travis Webb             | –   | –   | 20  | –   | –   | –   | –   | 0       |
| –    | Jerry Hoyt              | –   | –   | 21  | –   | –   | –   | –   | 0       |
| –    | Walt Ader               | –   | –   | 22  | –   | –   | –   | –   | 0       |
| –    | Jackie Holmes           | –   | –   | 23† | –   | –   | –   | –   | 0       |
| –    | Jim Rathmann            | –   | –   | 24  | –   | –   | –   | –   | 0       |
| –    | Franco Rol              | –   | NU  | –   | K   | –   | NU  | NU  | 0       |
| –    | José Froilán González   | –   | NU  | –   | K   | –   | NU  | –   | 0       |
| –    | Eugène Martin           | NU  | –   | –   | NU  | –   | –   | –   | 0       |
| –    | David Murray            | NU  | –   | –   | –   | –   | –   | NU  | 0       |
| –    | Maurice Trintignant     | –   | NU  | –   | –   | –   | –   | NU  | 0       |
| –    | Guy Mairesse            | –   | –   | –   | –   | –   | –   | NU  | 0       |
| –    | Joe Kelly               | NU  | –   | –   | –   | –   | –   | –   | 0       |
| –    | Tony Rolt               | NU‡ | –   | –   | –   | –   | –   | –   | 0       |
| –    | Peter Walker            | NU‡ | –   | –   | –   | –   | –   | –   | 0       |
| –    | Leslie Johnson          | NU  | –   | –   | –   | –   | –   | –   | 0       |
| –    | Bill Schindler          | –   | –   | NU  | –   | –   | –   | –   | 0       |
| –    | Bill Cantrell           | –   | –   | NU‡ | –   | –   | –   | –   | 0       |
| –    | Bayliss Levrett         | –   | –   | NU‡ | –   | –   | –   | –   | 0       |
| –    | Fred Agabashian         | –   | –   | NU‡ | –   | –   | –   | –   | 0       |
| –    | Jimmy Jackson           | –   | –   | NU  | –   | –   | –   | –   | 0       |
| –    | Sam Hanks               | –   | –   | NU  | –   | –   | –   | –   | 0       |
| –    | Dick Rathmann           | –   | –   | NU  | –   | –   | –   | –   | 0       |
| –    | Duke Dinsmore           | –   | –   | NU  | –   | –   | –   | –   | 0       |
| –    | Henry Banks             | –   | –   | NU‡ | –   | –   | –   | –   | 0       |
| –    | Clemente Biondetti      | –   | WD  | –   | –   | –   | –   | NU  | 0       |
| –    | Franco Comotti          | –   | –   | –   | –   | –   | NP  | NU  | 0       |
| –    | Piero Taruffi           | –   | –   | –   | –   | –   | –   | NU‡ | 0       |
| –    | Henri Louveau           | –   | –   | –   | –   | –   | –   | NU  | 0       |
| –    | Consalvo Sanesi         | –   | –   | –   | –   | –   | –   | NU  | 0       |
| –    | Paul Pietsch            | –   | –   | –   | –   | –   | –   | NU  | 0       |
| –    | Alfredo Pián            | –   | NW  | –   | –   | –   | –   | –   | 0       |

‡ – samochód dzielony między kierowców.

## Statystyki

### Kierowcy
| P  | Imię i nazwisko       | Kraj              | Stajnia       | PKT     | 1 miejsca | 2 miejsca | 3 miejsca | P. pos |
| -- | --------------------- | ----------------- | ------------- | ------- | --------- | --------- | --------- | ------ |
| 1  | Giuseppe Farina       | Włochy            | Alfa Romeo    | 30      | 3         | 0         | 0         | 1      |
| 2  | Juan Manuel Fangio    | Argentyna         | Alfa Romeo    | 27      | 3         | 0         | 0         | 2      |
| 3  | Luigi Fagioli         | Włochy            | Alfa Romeo    | 24 (28) | 0         | 4         | 1         | 0      |
| 4  | Louis Rosier          | Francja           | Talbot-Lago   | 13      | 0         | 0         | 2         | 0      |
| 5  | Alberto Ascari        | Włochy            | Ferrari       | 11      | 0         | 2         | 0         | 0      |
| 6  | Johnie Parsons        | Stany Zjednoczone | KurtisKraft   | 9       | 1         | 0         | 0         | 0      |
| 7  | Bill Holland          | Stany Zjednoczone | Deidt         | 6       | 0         | 1         | 0         | 0      |
| 8  | Prince Bira           | Tajlandia         | Maserati      | 5       | 0         | 0         | 0         | 0      |
| 9  | Peter Whitehead       | Wielka Brytania   | Ferrari       | 4       | 0         | 0         | 1         | 0      |
| 10 | Louis Chiron          | Monako            | Maserati      | 4       | 0         | 0         | 1         | 0      |
| 11 | Reg Parnell           | Wielka Brytania   | Maserati      | 4       | 0         | 0         | 1         | 0      |
| 12 | Mauri Rose            | Stany Zjednoczone | Deidt         | 4       | 0         | 0         | 1         | 0      |
| 13 | Dorino Serafini       | Włochy            | Ferrari       | 3       | 0         | 1         | 0         | 0      |
| 14 | Yves Giraud-Cabantous | Francja           | Talbot-Lago   | 3       | 0         | 0         | 0         | 0      |
| 15 | Raymond Sommer        | Francja           | Talbot-Lago   | 3       | 0         | 0         | 0         | 0      |
| 16 | Robert Manzon         | Francja           | Simca-Gordini | 3       | 0         | 0         | 0         | 0      |
| 17 | Cecil Green           | Stany Zjednoczone | KurtisKraft   | 3       | 0         | 0         | 0         | 0      |
| 18 | Philippe Étancelin    | Francja           | Talbot-Lago   | 3       | 0         | 0         | 0         | 0      |
| 19 | Felice Bonetto        | Włochy            | Maserati      | 2       | 0         | 0         | 0         | 0      |
| 20 | Eugène Chaboud        | Francja           | Talbot-Lago   | 1       | 0         | 0         | 0         | 0      |
| 21 | Tony Bettenhausen     | Stany Zjednoczone | KurtisKraft   | 1       | 0         | 0         | 0         | 0      |
| 22 | Joie Chitwood         | Stany Zjednoczone | KurtisKraft   | 1       | 0         | 0         | 0         | 0      |